# 李庄雨
李庄雨，大韓民國保守派政治人物，現任大田廣域市長。

## 生平
曾任大田广域市东区厅长、第19、20届大韓民國国会议员。